# Petrorhagia glumacea
Petrorhagia glumacea là loài thực vật có hoa thuộc họ Cẩm chướng. Loài này được (Bory & Chaub.) P.W.Ball & Heywood miêu tả khoa học đầu tiên năm 1964.